# Aristolochia oaxacana
Aristolochia oaxacana Eastw. – gatunek rośliny z rodziny kokornakowatych (Aristolochiaceae Juss.). Występuje endemicznie w Meksyku, w stanie Oaxaca

## Morfologia
PokrójBylina pnąca.
LiścieMają owalnie trójkątny kształt. Mają 3–5 cm długości oraz 1,5–3 cm szerokości. Nasada liścia ma sercowaty kształt. Całobrzegie, z tępym lub ostrym wierzchołkiem. Są siedzące – nie mają ogonków listkowych.
KwiatyPojedyncze. Mają purpurową barwę i 25–45 mm długości. Mają prawie stożkowaty lub elipsoidalny kształt. Mają po 5 pręcików.
OwoceTorebki o prawie kulistym kształcie. Mają 1–2 cm długości i 1–1,5 cm szerokości. Pękają u podstawy.

## Biologia i ekologia
Rośnie na nieużytkach i w zaroślach. Występuje na wysokości od 1500 do 2200 m n.p.m.